# Robert Sidney, I conde de Leicester

Armas de Sidney: En oro, un fenón azul

Robert Sidney, primer conde de Leicester KG (19 de noviembre de 1563 – 13 de julio de 1626), segundo hijo de Sir Henry Sidney, fue un estadista de la Inglaterra isabelina y estuardo . También fue mecenas de las artes y poeta. Su madre, Mary Dudley, fue dama de honor de la reina Isabel I y hermana de Robert Dudley, conde de Leicester, consejero y favorito de la reina.

## Carrera
Fue educado en Shrewsbury y el Christ Church College de Oxford, y viajó por el continente entre 1578 y 1583.  En 1585 fue elegido miembro del parlamento por Glamorganshire y ese mismo año, junto con su hermano mayor, Sir Philip Sidney, sirvió en los Países Bajos, en la guerra contra España bajo el mando de Robert Dudley, participando en la batalla de Zutphen, donde Sir Philip Sidney resultó mortalmente herido.
Tras visitar Escocia y Francia en sendas misiones diplomáticas en 1588 y 1593 respectivamente, regresó a los Países Bajos en 1606, donde prestó servicios distinguidos en la guerra durante los dos años siguientes. Había sido nombrado gobernador de la ciudad cautelar de Flushing en 1588 y pasó mucho tiempo allí. En 1595 envió a su intendente, Rowland Whyte, a la corte para obtener recursos para Flushing y para recabar información sobre los acontecimientos acaecidos en la corte, incluidos los últimos chismes políticos. Las cartas de Whyte proporcionan un recurso importante para los historiadores de la época, en las que ellpropio Whyte se queja de la caligrafía indescifrable de su empleador. 
En 1603, tras la coronación de Jacobo I, Robert regresó a Inglaterra y fue inmediatamente elevado a nobleza como barón Sidney de Penshurst, y nombrado chambelán de la reina consorte, Ana de Dinamarca.  Sidney participó en la administración inglesa y mantuvo correspondenciacon  agentes del condado, como Thomas Coningsby. Trabajó igualmente en un plan para ampliar el parque del Palacio Nonsuch y convertirlo en una mejor residencia para la reina. 
En 1605, Sidney fue creado vizconde de Lisle. En agosto de 1605 partió en visita a Vlissingen, pero una tormenta le obligó a desembarcar en Gravelinas, lo que hizo surgir sospechas de que tenía intención de ir allí, tal vez para traicionar la fortaleza controlada por los ingleses. Sidney logró finalmente ser exculpado.
Escribió a William Trumbull en septiembre de 1614 informándole de que la reina estaba "muy preocupada por dolores en las piernas y los pies". En agosto de 1615 partió con Ana de Dinamarca a Bath, junto con su hija Catalina, que buscaba atención médica y su yerno Lewis Mansel.
En mayo de 1618 escribió a Sir Thomas Lake, el secretario del rey, sobre la respuesta de la reina en cuanto a los esfuerzos para reducir los gastos reales. La reina manifestó que "mientras viva obedecerá al rey en todas las cosas... Por lo tanto, desea que su majestad ordene lo que le plazca, lo que también le agradará a ella, porque siendo completamente ignorante en los asuntos de la casa, no se entrometerá con ellos". 
En julio de 1618 se convirtió en conde de Leicester . El título se había extinguido en 1588 tras la muerte de su tío Robert Dudley, parte de cuya propiedad había heredado. Sidney le escribió a su esposa que su ascenso se debía a Ana de Dinamarca. 
Estuvo enfermo en septiembre de 1618 y fue atendido en Hampton Court por Henry Atkins y Théodore de Mayerne a petición de Ana de Dinamarca. 

## Matrimonio y descendencia
Sidney se casó dos veces:

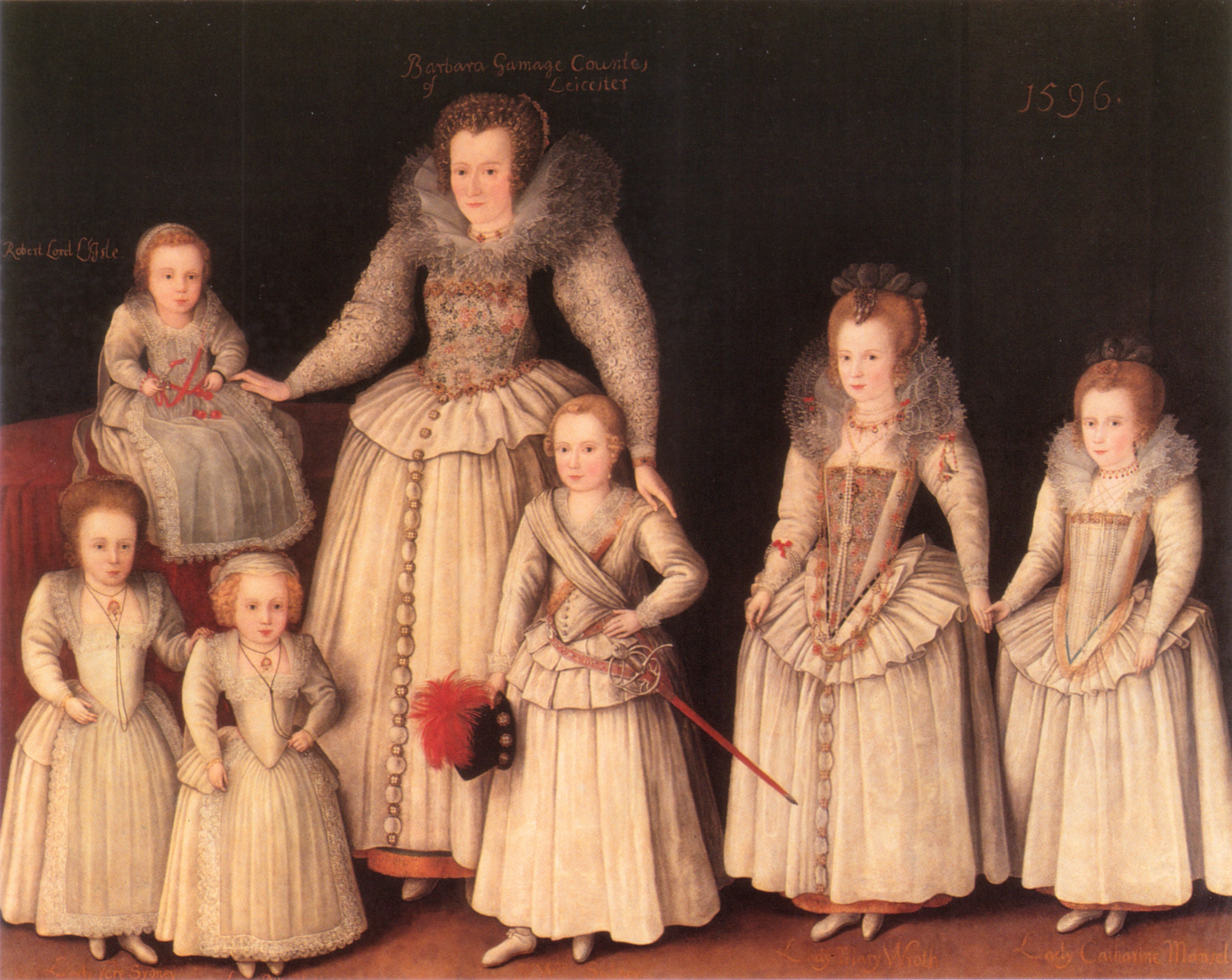
Barbara Sidney con seis de sus hijos, pintada c. 1596 de Marcus Gheeraerts el Joven (1561-1636), colección del vizconde de Lisle, Penshurst Place

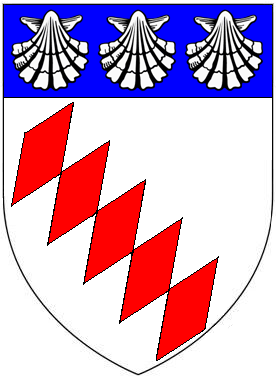
Armas de Gammage del castillo de Coity, Glamorgan: Plata, cinco fusiles en curva de gules sobre una banda azul tres vieiras del primero

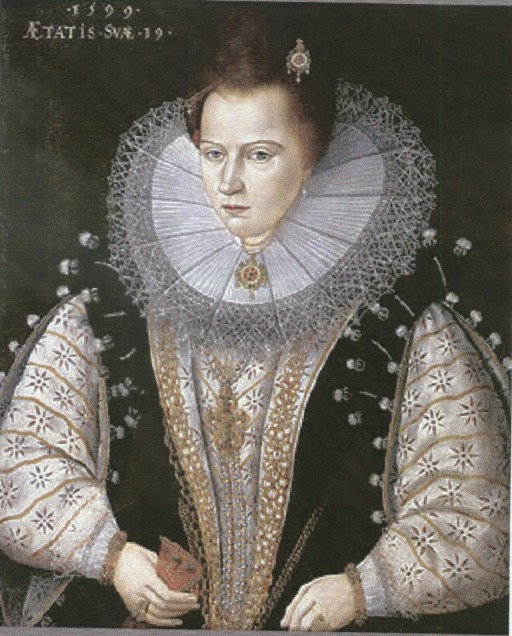
La segunda esposa de Sidney, Sarah Blount, inscrita: 1599 Aetatis Suae 19 ("1599: en el año 19 de su edad")

Primero, con Barbara Gamage, destacada heredera y belleza, hija de John Gamage, de Coity Castle, caballero de Glamorgan. Tuvieron once hijos.
- Sir William Sidney (muerto en 1613), su hijo mayor que falleció antes que su padre y murió soltero.
- Robert Sidney, II conde de Leicester, segundo hijo y heredero.
- Henry Sidney
- Philip Sidney
- Mary Sidney, (Lady Mary Wroth), esposa de Sir Robert Wroth de Loughton Hall, poeta como su padre; Ben Jonson le dedicó El alquimista en 1612.
- Catherine Sidney, que se casó con Sir Lewis Mansel .
- Philippa Sidney, casada con Sir John Hobart, II baronet, tercer hijo de Sir Henry Hobart, I baronet, Lord presidente del Tribunal Supremo de causas comunes.
- Barbara Sidney.[12]
- Dorothy Sidney
- Isabel
- Bridget Sidney

En segundas nupcias, se casó con Sarah Blount, hija de William Blount y viuda de Sir Thomas Smythe, con quien no tuvo hijos.

## Música y poesía
Leicester era un hombre de gusto y mecenas literario, cuyo cultivado estilo de vida en Penshurst Place, fue celebrado en verso por Ben Jonson. Fue también mecenas de múiscos, como lo demuestra el hecho de que le fue dedicado el libro de Robert Jones First Booke of Songes and Ayres (1600) y A Musicall Banquet (1610), compilado por Robert Dowland, hijo del compositor John Dowland.

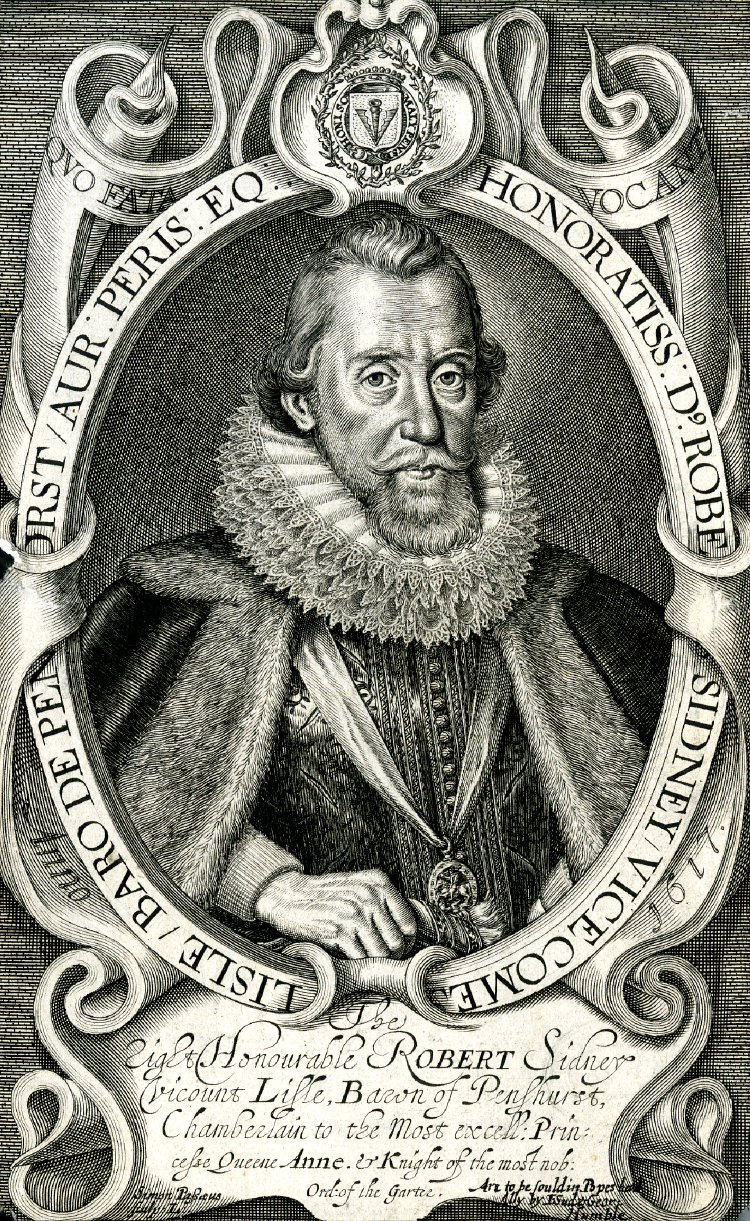
Retrato grabado de Sidney por Simon de Passe, 1617

Aunque hermano de uno de los poetas más famosos de la lengua inglesa, no se sospechaba que Robert Sidney hubiera sido poeta hasta la década de 1960, cuando se encontró su cuaderno de trabajo en la Biblioteca. del Castillo de Warwick. Investigaciones posteriores demostraron que había sido adquirido en 1848 después de pasar por varias ventas. Vendido de nuevo en Sotheby's y adquirido por la Biblioteca Británica en 1975 (catalogado como Add MS 58435), el autógrafo es, como señaló su primer editor PJ Croft, "el conjunto de versos más grande que ha sobrevivido del período isabelino en un texto enteramente escrito por el propio poeta".

## Armoriales

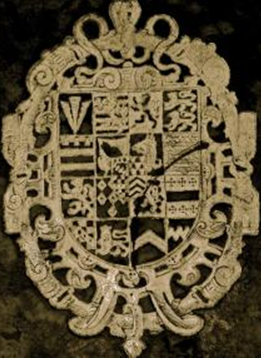
Impresión heráldica de las armas de Robert Sidney en uno de los 55 libros comprados por la Biblioteca Bodleian con su donación en 1600 de £ 100

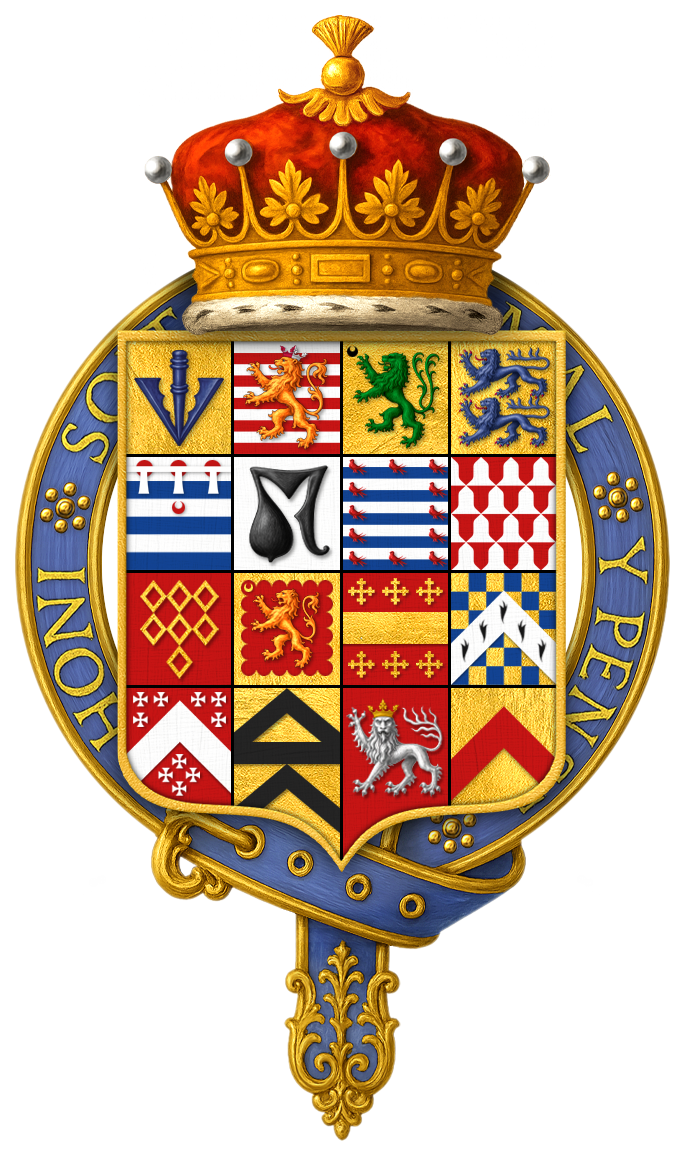
Armas cuarteadas Sir Robert Sidney, primer conde de Leicester, KG

Las armas de Robert Sidney, primer conde de Leicester mostraban dieciséis cuartos de la siguiente manera: 1. Un feón (Sydney) 2. Barreado de diez con león rampante coronado (Brandon) 3. Un león rampante en doble cola (Dudley) 4. Dos leones pasantes (Somerie) 5. Barreado de seis en jefe tres torteaux una etiqueta de tres puntos por diferencia (Grey, Vizconde Lisle) 6. Una manica (Hastings) 7. Cabeza de un lobo borrada (Lupus, Conde de Chester) 8. Barreado de diez y los mismos mantoes en orla (de Valence, conde de Pembroke) 9. Un león rampante (Marshall, conde de Pembroke) 10. Siete losanges unidos tres y uno (Ferrers de Groby) 11. Un león rampante dentro de una borda grabada (Talbot) 12. Una faja entre seis crucetas (Beauchamp) 13. Ajedrezado, un armiño en galón (Newburgh, conde de Warwick) 14. Un león gardant permanente coronado (Barón de Lisle) 15. Un galón (Tyes) 16. Una faja dancetty (Oeste); en general, un escudo de imitación de las armas paternas de su esposa: trimestral: 1. Cinco fusiles en curva sobre un jefe de tres vieiras (Gamage) 2. Vair (¿Martel?) 3. Checky, una faja armiño (Turberville del castillo de Coity ) 4. Tres galones (Llewellyn)